# 두꺼운 기술
‘중층기술’(Thick description)이라고도 한다. 인류학과 타 학문 영역에서 인간행동을 대할 때, 상황을 전혀 모르는 사람이라도 그 행동을 잘 이해할 수 있도록, 행동 그 자체만이 아니라 문맥도 포함해 설명하는 것을 가리킨다.
```
 하나의 행위가 타자에게 의미화 되는 것에 관심을 갖는 것이다. 이 용어는 문화인류학자 클리퍼드 기어츠가 1973년 저서 『문화의 해석』에서 민족지 기술 방법으로 제시하며 사용되기 시작하였다(Geertz 1973:5-6, 9-10). 책이 발표된 이후 사회과학뿐 아니라 광범위한 학문 분야에서 유력한 방법론으로 부각되어 오늘날에는 신역사주의(New historicism)와 같은 문예평론 분야에서도 쓰이게 되었다.
```

```
 기어츠의 논문 "중층 기술-해석적 문화이론을 향하여"(Geertz 1973:3-30)에 의하면, 이 용어는 영국의 철학자 
길버트 라일
(Gilbert Ryle)에서 유래한다. 라일에 의하면, 우리는 누군가에게 윙크를 받아도, 문맥을 모르면 그것이 무슨 뜻인지 이해할 수 없다. 애정의 표시인지도 모르고, 몰래 전하고 싶은 것이 있을지도 모른다. 너의 얘기를 알았다는 것 일수도 있고, 다른 이유일지도 모른다. 문맥이 바뀌면 윙크의 의미도 달라진다.
```

```
 기어츠의 생각에서는 이것은 모든 인간행동에 해당된다. 따라서(앞의 예로 말하면) 윙크에 대해서만 기술하는 '얇은 기술'(Thin description)과, 행동과 발화가 그 사회내에서 위치하고 있는 문맥을 설명하는 "중층 기술"과는 다르다. 기어츠에 의하면 인류학자는 중층 기술을 해야만 한다고 주장하였다.
```

## 같이 보기
- 문화
- 문화의 해석

## 참고 문헌
- Geertz, Clifford. "Thick D escription: Toward an Interpretive Theory of Culture". In The Interpretation of Cultures: Selected Essays. New York: Basic Books, 1973. 3-30.
- McCloskey, Deirdre. "Thick and Thin Methodologies in the History of Economic Thought". In The Popperian Legacy in Economics. Cambridge: Cambridge UP, 1988. 245-57.